# 13335 Тобіасвольф
13335 Тобіасвольф (13335 Tobiaswolf) — астероїд головного поясу, відкритий 17 вересня 1998 року.
Тіссеранів параметр щодо Юпітера — 3,314.